# Glansnäva

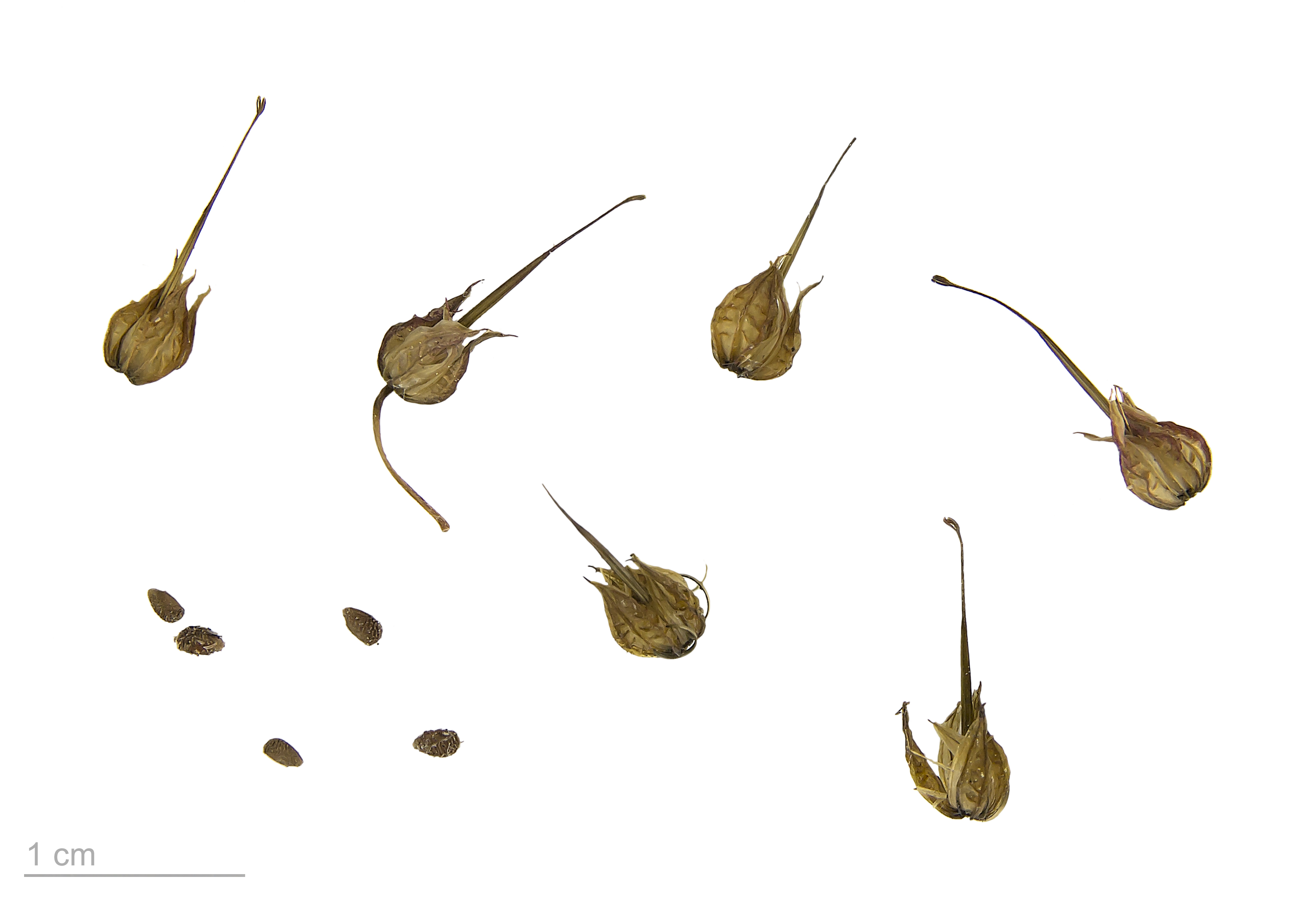
Geranium lucidum

Glansnäva (Geranium lucidum) är en växtart i familjen näveväxter. 